# Ikaruga
Ikaruga (斑鳩?  lit. Picogordo japonés) es un videojuego que pertenece al género de los matamarcianos desarrollado por Treasure. Fue lanzado en los arcades en el 2001 en la Sega NAOMI, seguidamente fue lanzado en la Dreamcast para el mercado japonés y en la Gamecube para el mercado internacional. Además, fue lanzado el 9 de abril de 2008 en Xbox Live Arcade y el 18 de febrero de 2014 en Steam. Es considerado una secuela espiritual del aclamado shooter  Radiant Silvergun.[cita requerida]
El modo de juego consiste en disparar a los enemigos los cuales tienen una de las dos polaridades: blanca o negra. La nave del jugador puede cambiar su polaridad y seleccionar la que vea más adecuada. La polaridad en los juegos ya había sido experimentado anteriormente por Treasure en el juego Radiant Silvergun para la consola Sega Saturn y en  Silhouette Mirage, lanzado para la Saturn y la PlayStation. Ikaruga recibió muy buenas críticas.

## Modo de juego
El modo de juego de Ikaruga se centra en la mecánica de la polaridad. Solo los disparos de polaridad opuesta al color de nuestra nave como también los choques contra las naves enemigas y estructuras puede matar al jugador. Además, el reto en Ikaruga destaca por la cuidadosa elección de la polaridad, sobre todo la elección entre alto daño o cierta invulnerabilidad con los disparos. Este es especialmente visible en los combates con los jefes finales, siendo normal que los disparos del enemigo de solapen varios de distinta polaridad. De esta manera, el juego tiene el reto para el jugador de tener que maniobrar, mientras sigue disparando, a través de los disparos de su color evitando los otros.
En Ikaruga no existen powerups o armas especiales como las vistas en Radiant Silvergun, en cambio solo se tiene un disparo normal y un láser dirigido que se puede disparar llenando una barra de energía al absorber las balas de una misma polaridad, por cada 10 balas se tiene la carga para un láser pudiendo almacenar hasta 12 de estos. Un láser dirigido hace 10 veces más daño que un disparo normal. La  puntuación de cada nivel en Ikaruga está basado en ataques cadena, matando 3 enemigos seguidos del mismo color el juego dará al jugador un multiplicador de puntaje. El jugador recibirá 100 puntos en su primera cadena y este aumentará el doble por cada multiplicador recibido teniendo un límite de 25,600. La cadena se reiniciará cuando el jugador dispara a un enemigo fuera de la cadena o es derribado.
A pesar de que solo cuatro personas son responsables de su creación, Ikaruga consta de escenarios en tres dimensiones además de una buena banda sonora. Las versiones para consolas constaban de un modo TATE que les permitía rotar la visión del juego en 90° grados. Cuando el juego es jugado en la orientación normal (modo YOKO), la pantalla consta de dos barras negras laterales porque el juego es más alto que ancho. En cambio, si utilizamos el modo TATE el juego puede aprovechar toda la pantalla para no tener bandas negras. El juego contiene una interesante opción, lanzada en las versiones arcades y domésticas: el modo Trial Game, donde el jugador tiene vidas infinitas en el primer nivel pero solo puede jugar a los dos primeros modos del juego, siendo muy interesante para practicar la manera de jugar.
Además, Ikaruga puede ser jugado por dos jugadores de manera simultánea y en sus versiones para consola dispone de un modo tutorial y de un modo galería con los diseños de los personajes y de la mecánica creados por Yasushi Suzuki, quien también diseñó el juego de Treasure  Sin and Punishment: Hoshi no Keishōsha para la Nintendo 64.

## Argumento
Hace muchos años en la pequeña isla de la nación de Horai, una de los más poderosos hombres de la nación, Tenro Horai, ha descubierto el Ubusunagami Okinokai (el poder de los dioses). Esta energía emanado de un objeto desenterrado de las profundides y que le otorga enormes poderes. Poco tiempo después, Tenro y sus seguidores, llamados a sí mismos como 'The Divine Ones', empiezan a conquistar las naciones una detrás de otra. Las personas elegidas se encargaban de llevar estas conquistas en 'nombre de la paz'.
Mientras tanto, una federación libertaria llamada Tenkaku emergió para enfrentarse a la Horai. Usando aviones de combate llamados Hitekkai, lucharon con la esperanza de liberar al mundo de las garras de los Horai, pero todos sus esfuerzos fueron en vano. No eran rivales para los Horai que estuvieron a punto de exterminarlos. Milagrosamente, un joven sobrevivió, su nombre era Shinra (森羅?).
Tras ser derribado cerca de un remoto pueblo llamado Ikaruga, la cual se encontraba habitada por personas de edad avanzada
que habían sido desterrados por las conquistas de la Horai. Shinra recuperó las fuerzas y se comprometió a volverse a enfrentar a los Horai, a cambio, los aldeanos le confiaron un avión de combate que habían construido ellos mismos, llamado el Ikaruga.
El Ikaruga no era un avión ordinario sino que fue diseñado por el genio ingeniero Amanai (天内?) con la ayuda de Kazamori (風守?) y de los líderes del pueblo. Ocultado en un búnker subterráneo secretos, se puso en marcha a través del dispositivo de transporte llamado "Espada de Acala" siendo el primer avión de combate que integra ambas polaridades de energía siendo capaz de cambiar correctamente entre las dos polaridades.
En el modo para dos jugadores, Shinra tendrá de compañera a Kagari (篝?), un mercenario de Horai vencido por Shinra. Después que Shinra salvara su vida, ella decidió cambiar de bando y unirse a la resistencia. Su nave, Ginkei, está también modificada por la gente del pueblo de Ikaruga para que tenga la misma características de la Nave de Shinra.

## Desarrollo y publicación

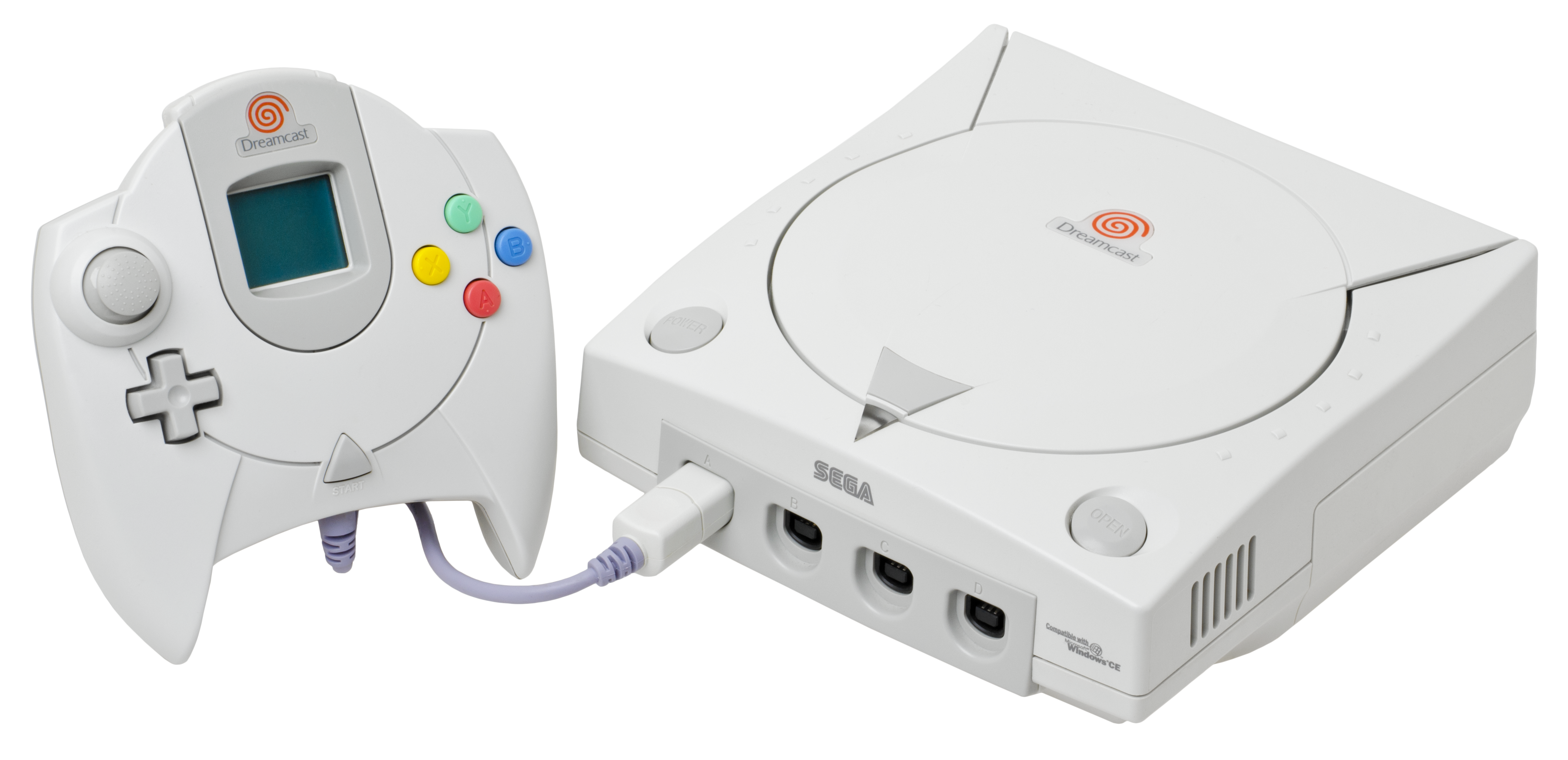
El puerto de Dreamcast de Ikaruga fue importado por jugadores de todo el mundo y ganó un gran número de seguidores antes de su lanzamiento oficial en Occidente.

Ikaruga fue desarrollado por un núcleo principal de solo tres personas de Treasure Co. Ltd lideradas por un diseñador de gráficos, un diseñador de gráficos de fondos y por el compositor de música Hiroshi Iuchi junto con el programador Atsutomo Nakagawa y el ilustrador de diseños de personajes/objetos Yasushi Suzuki. G.rev, una compañía que necesitaba fondos para comenzar el desarrollo de Border Down, realizó un contrato mediante el cual dio bastante soporte con miembros de su equipo. El desarrollo de la versión arcade duró sobre los dos años.
Una versión para Xbox Live Arcade fue publicado el 9 de abril de 2008 e incluido en una versión en línea de su modo multijugador cooperativo, además de un modo de puntuaciones en línea y de soporte para cambiar entre dos modos de pantalla (vertical y horizontal), mientras que en 2014 se lanzó para Steam pudiendo también subir puntajes, repeticiones, juego cooperativo y soporte nativo para controles de Xbox 360.

## Recepción y legado
Aunque obtuvo ventas modestas, es uno de los ports de juegos shooters más exitosos y reconocidos de los 2000s. En GameRankings obtiene un media de análisis para Ikaruga de 85%. Metacritic le da una media de 85/100 a la versión de Gamecube.
En su primera semana (2-8 de septiembre de 2002), la versión para la Dreamcast de Ikaruga debutó en la quinta posición en el Top 30 de venta del magazine semanal Famitsu vendiendo sobre 18.596 unidades.[cita requerida] La siguiente semana salió fuera del Top 30. Mientras que la versión para Gamecube, en su primera semana(13-19 de enero de 2003) debutó en la posición 20 vendiendo 6.916 unidades, cayendo en la siguiente semana fuera del Top 30.
Aunque el ranking en línea oficial ya se encuentra cerrado, los jugadores todavía siguen colgando sus altas puntuaciones y videos de sus partidas en los foros. Sin embargo, con la versión para la Xbox Live Arcade, la tabla de puntuaciones en línea se encuentra disponible con la posibilidad de subir, bajar y reproducir partidas.
El concepto de la doble polaridad de Ikaruga también se encuentra en un minijuego llamado "Dualidad" en el Grand Theft Auto: San Andreas. 
En World of Warcraft, durante el encuentro con Twin Val'kyr de una raid de la expansión Crusader, los gemelos usan el mismo concepto de dualidad que Ikaruga. Eydis Darkbane tiene un buff oscuro y Fjola Lightbane tiene un buff luminiscente.
ScrewAttack votó a Ikaruga como el segundo mejor shooter 2D de todos los tiempos mientras que IGN lo votó como el tercero más grande. ScrewAttack también le concedió el premio como el n.º 9 de la lista de los diez primeros de juegos de GameCube además de estas en el n.º 5 de la lista de los diez primeros de los juegos más difíciles.